# نادي زيتا غلوبوفاك
نادي زيتا غلوبوفاك (بالإنجليزية: FK Zeta)‏ هو فريق كرة قدم من مدينة بودغوريتسا في الجبل الأسود، أُسس بتاريخ 1927، يلعب في الدوري المونتينيغري الممتاز، في Stadion Trešnjica ‏.

## وصلات خارجية
- صفحة بيانات نادي زيتا غلوبوفاك على موقع كووورة، تاريخ الوصول: 22 سبتمبر 2018.